# 彦根郵便局
彦根郵便局（ひこねゆうびんきょく）は、滋賀県彦根市にある郵便局。民営化前の分類では集配普通郵便局であった。

## 概要
住所：〒522-8799 滋賀県彦根市中央町3-5

## 沿革
- 1872年3月9日（明治5年2月1日） - 彦根郵便取扱所として開設[1]。
- 1873年（明治6年）4月 - 彦根郵便役所となる。
- 1875年（明治8年）1月1日 - 彦根郵便局（三等）となる。
- 1876年（明治9年）2月2日 - 為替取扱を開始。
- 1878年（明治11年）9月25日 - 貯金取扱を開始。
- 1891年（明治24年）5月16日 - 彦根郵便電信局となる。
- 1903年（明治36年）4月1日 - 通信官署官制の施行に伴い彦根郵便局となる。
- 1971年（昭和46年）3月 - 局舎新築落成。
- 1971年（昭和46年）3月22日 - 鳥居本郵便局[2]（〒522-01→〒522）から集配業務を移管[3]。
- 1984年（昭和59年）1月31日 - 近江鉄道本線を経由する鉄道郵便輸送（米原貴生川線）が廃止[4]。専用自動車に転換。
- 1991年（平成3年）10月1日 - 外国通貨の両替および旅行小切手の売買に関する業務取扱を開始。
- 2007年（平成19年）10月1日 - 民営化に伴い、併設された郵便事業彦根支店に一部業務を移管。
- 2012年（平成24年）10月1日 - 日本郵便株式会社発足に伴い、郵便事業彦根支店を彦根郵便局に統合。

## 取扱内容
- 郵便、印紙、ゆうパック、内容証明
- 貯金、為替、振替、振込、国際送金、外貨両替・トラベラーズチェック、国債、投資信託
- 生命保険、バイク自賠責保険、自動車保険、変額年金保険
- ゆうちょ銀行ATM
- 「522-00xx」区域（彦根市の一部）の集配業務
- ゆうゆう窓口

## 周辺
- 彦根城
- 彦根商工会議所
- 彦根税務署
- 滋賀県立彦根東高等学校
- 彦根市立城東小学校
- NTT西日本滋賀彦根サービスセンター
- 夢京橋キャッスルロード
- 四番町スクエア

## アクセス
- JR琵琶湖線（東海道本線）・近江鉄道本線（彦根・多賀大社線）彦根駅から徒歩約13分
- 湖国バス 彦根郵便局停留所下車
- 名神高速道路 彦根ICから北西へ約2km
- 滋賀県道25号彦根近江八幡線沿い
- 駐車場あり：5台